# مورتن نيلسن
مورتن نيلسن (بالدنماركية: Morten Nielsen)‏ (و. 1990  م) هو لاعب كرة قدم، من الدنمارك، ولد في كوبنهاغن، يلعب كمهاجم.

## روابط خارجية
- مورتن نيلسن على موقع قاعدة بيانات كرة القدم.إي يو (الإنجليزية)
- مورتن نيلسن على موقع Soccerway.com (الإنجليزية)
- مورتن نيلسن على موقع عالم كرة القدم.نت (الإنجليزية)